# Gluphisia lintneri
Gluphisia lintneri (глуфізія Лінтнера) — вид метеликів родини Зубницеві (Notodontidae).

## Поширення
Метелик поширений у південній Канаді, на схід від  Скелястих гір. В Альберті, широко поширені в осикових парках і південних бореальних лісах, на північ до річки Peace River. Є кілька записів у передгір'ях. Він замінюється в горах близьким видом G. severa.

## Опис
Метелик середнього розміру (розмах крил 3,3-4 см). Сірого або світло-коричневого забарвлення, дуже схожий на вид Glufisia severa, проте G. lintneri має на нижній частині переднього крила чорні плями. Вусики гребенчаті. Існує також рідкісна морфа («pretians»), де середня площина переднього крила перетинається широкою чорною контрастною смугою.

## Спосіб життя
Вид живе в осикових лісах. Імаго з'являються у польоті на початку весни, в кінці квітня і травня. Дорослі ведуть нічний спосіб життя. Гусениці живляться листям осики (Populus tremula).